# Ministerium für Außenhandel

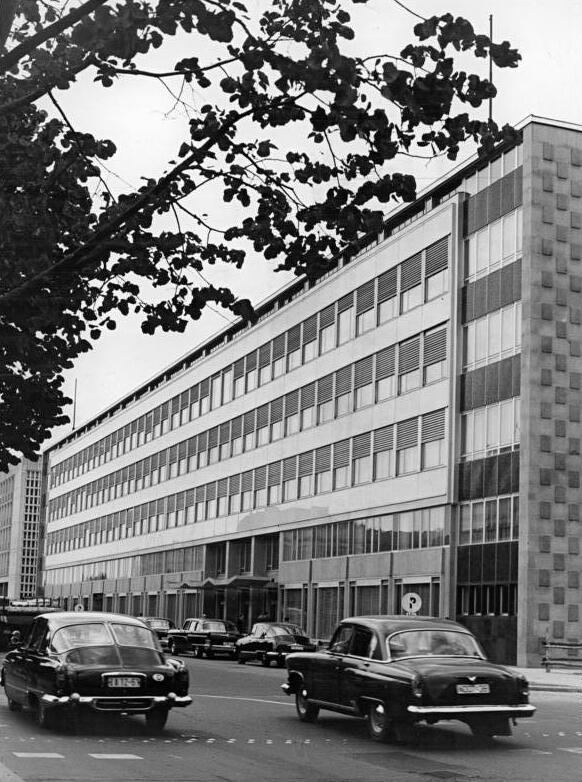
Ministerium für Außenhandel und Innerdeutschen Handel, Unter den Linden 50 (Foto 1965)

Das Ministerium für Außenhandel war eines der 14 ersten Fachministerien der Deutschen Demokratischen Republik. Die Organisation des innerdeutschen und internationalen Handels der DDR war wie der Handel selbst ein wichtiges Instrument zur völkerrechtlichen Anerkennung dieses Staates. Das Ministerium bestand von 1949 bis 1990. Untergebracht war es im Gebäude Unter den Linden 50 in Berlin-Mitte, das heute vom Deutschen Bundestag genutzt wird (Otto-Wels-Haus).

## Geschichte
Die erste Institution für grenzüberschreitenden Warenaustausch der Sowjetischen Besatzungszone hieß Deutsche Zentralverwaltung für Interzonen- und Außenhandel bei der Deutschen Wirtschaftskommission. Aus der bestehenden Organisationsstruktur dieser Zentralverwaltung ging mit der Gründung der DDR 1949 das Ministerium für Außenhandel und Materialversorgung hervor. Das Amt des Leiters des Ministeriums war das eines Ministers und bedeutete wie in vielen anderen Staaten, gleichzeitig ein Regierungsmitglied zu sein. Im Falle von Minister Georg Ulrich Handke war dies anfänglich die Provisorische Regierung der DDR.
Per Gesetz vom 11. November 1949 bekam das Ministerium den Namen: Ministerium für Innerdeutschen Handel, Außenhandel und Materialversorgung. Knapp ein Jahr später änderte sich wiederum die Bezeichnung in Ministerium für Außenhandel und Innerdeutschen Handel, 1967 in Ministerium für Außenwirtschaft und 1973 in Ministerium für Außenhandel.

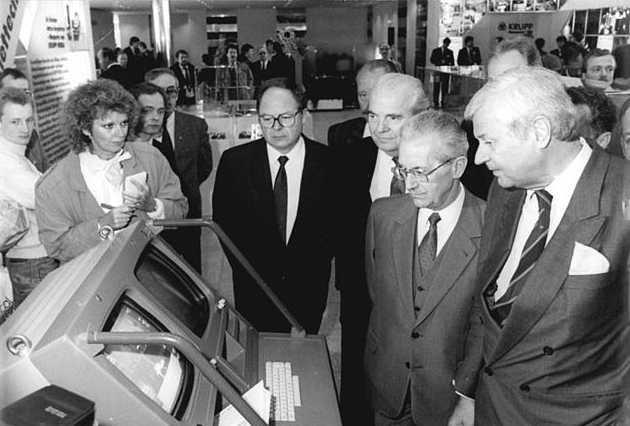
Besuch des letzten Ministers Gerhard Beil 1988, auf der Hannover-Messe. Rechts neben ihm: Wilhelm Schneider vom Vorstand der damaligen Fried. Krupp GmbH.

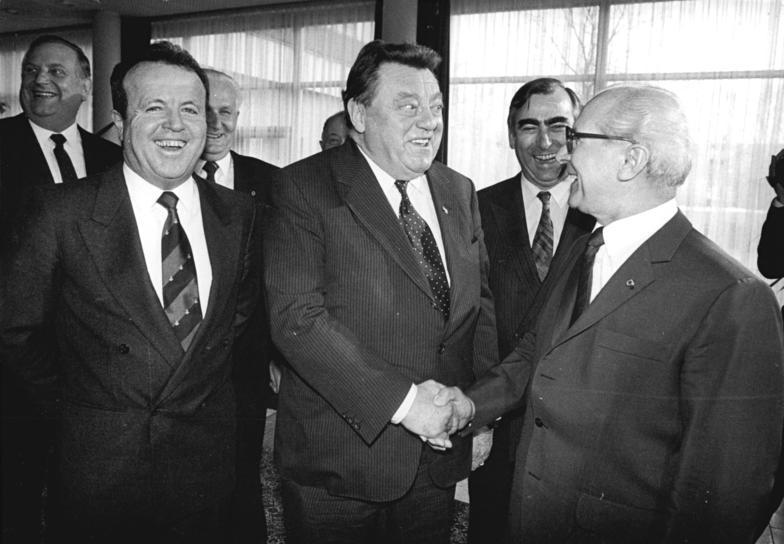
Deutsch-deutsche Begegnung bei der Leipziger Frühjahrsmesse 1987 – von links: KoKo-Chef Alexander Schalck-Golodkowski (im Hintergrund), Gerold Tandler, Günter Mittag, Franz Josef Strauß, Theo Waigel und Erich Honecker

Ab 1967 beschaffte die Abteilung Kommerzielle Koordinierung unter Leitung des im gleichen Jahr ernannten stellvertretenden Ministers (ab 1975: Staatssekretärs) für Außenhandel Alexander Schalck-Golodkowski Devisen und Embargoware für die DDR. Dabei wurde vertrauensvoll mit dem Ministerium für Staatssicherheit kooperiert, dem man auch bei der Finanzierung der SED-Schwesterparteien DKP bzw. SEW in der Bundesrepublik bzw. West-Berlin behilflich war. Schalck-Golodkowski war zugleich Offizier im besonderen Einsatz des MfS.
Zum Umzug des Bundestages von Bonn nach Berlin im Jahr 1999 waren die Neubauten im Regierungsviertel zum Teil noch im Bau. Die Abgeordneten bezogen zunächst Bestandsbauten aus der DDR - unter anderem das ehemalige Ministerium für Außenhandel, das für den Zweck saniert wurde.

## Minister
- Georg Ulrich Handke (1949–1952)
- Kurt Gregor (1952–1954)
- Heinrich Rau (1955–1961)
- Julius Balkow (1961–1965)
- Horst Sölle (1965–1986)
- Gerhard Beil (1986–1990)

## Staatssekretäre
- Hans-Paul Ganter-Gilmans (1949 bis 1955)
- Kurt Gregor (1956 bis 1962)
- Willy Hüttenrauch (1956 bis 1962)
- Horst Sölle (1962 bis 1965)
- Wolfgang Rauchfuß (1965)
- Dieter Albrecht (1965)
- Gerhard Beil (1969 bis 1986)
- Alexander Schalck-Golodkowski (1975 bis 1989)

## Institutionen
- Kammer für Außenhandel

## Auslandsvertretungen

### 1950er Jahre
Neben den Handelsvertretungen in sozialistischen Staaten eröffnete das Ministerium:
- eine Handelsvertretung in Ägypten
- eine Vertretung der Kammer für Außenhandel bzw. Handelsvertretung in Burma/Myanmar
- eine Handelsvertretung in Finnland
- eine Handelsvertretung und Handelsniederlassungen in Indien, Bombay/Mumbai, Neu-Delhi, Madras/Chennai und Kalkutta/Kolkata
- eine Vertretung der Kammer für Außenhandel bzw. Handelsvertretung in Island
- eine Handelsvertretung in Schweden
- eine Handelsvertretung im Sudan
- eine Handelsvertretung in Syrien
- ein Büro für Innerdeutschen Handel in Frankfurt am Main und in Düsseldorf